# مارسيا ماركوس
مارسيا ماركوس (بالإنجليزية: Marcia Marcus)‏ هي رسامة أمريكية، ولدت في 11 يناير 1928 في نيويورك في الولايات المتحدة.